# بيلي باول (مغني)
بيلي باول (بالإنجليزية: Billy Paul)‏ هو مغني أمريكي، ولد في 1 ديسمبر 1934 في فيلادلفيا في الولايات المتحدة، وتوفي في 24 أبريل 2016 في بلاكوود في الولايات المتحدة بسبب سرطان البنكرياس.

## وصلات خارجية
- الموقع الرسمي
- بيلي وليامز على موقع IMDb (الإنجليزية)
- بيلي وليامز على موقع ميوزك برينز (الإنجليزية)
- بيلي وليامز على موقع أول ميوزيك (الإنجليزية)
- بيلي وليامز على موقع ديسكوغز (الإنجليزية)
- بيلي وليامز على موقع قاعدة بيانات الفيلم (الإنجليزية)